# 来馬琢道
来馬 琢道（くるま たくどう、1877年11月28日 - 1964年7月10日）は、日本の僧侶、政治家。参議院議員（1期）。仏前結婚式の創始者ともされる。

## 来歴・人物
東京出身。来馬立道、西有穆山に師事。1900年、浅草の曹洞宗万隆寺に晋山し、翌年曹洞宗大学を卒業。仏教青年伝道会に携わり、自坊で「仏前結婚式」の導師を務めるなど多彩な活動を行なう。1911年にはシャムの皇帝戴冠式に出席。曹洞宗宗議会議長、教学部長、庶務部長、顧問など宗内の重要ポストに就き、『曹洞宗全書』の編纂に尽力。1932年には大陸に渡り満洲、内蒙古の宗教事情を調査した。日朝親善協会会長なども務めた。晩年には大本山永平寺の西堂となった。1945年、紺綬褒章受章。
政治家としては浅草区会議員を経て1947年、第1回参議院議員通常選挙に無所属全国区で立候補し補欠当選。緑風会に所属した。1948年、国鉄の各駅に飾られたクリスマスツリーは。憲法違反であるとして政府を追求したが、内閣は季節的な装飾であるとの解釈を示す出来事があった。1950年の第2回参議院議員通常選挙に全国区から緑風会公認で立候補したが、落選した。
1956年春の褒章で少年保護団体千葉星華学校教務顧問として更生事業に関わり司法保護委員保護司としても尽くしたことにより藍綬褒章受章。
1964年7月10日、脳軟化症のため遷化した。

## 著書
- 『各宗高僧伝』鴻盟社、1900
- 『承陽大師御一代記』鴻盟社、1905
- 『禅門宝鑑』鴻盟社、1911

このほか、雑誌『仏教』の主幹でもあった。